# Augustin Zeiger
Pour les articles homonymes, voir Zeiger.
Augustin Zeiger est un facteur d'orgues français, né le 28 août 1805 à Hartmannswiller et mort le 22 octobre 1868 à Lyon. 

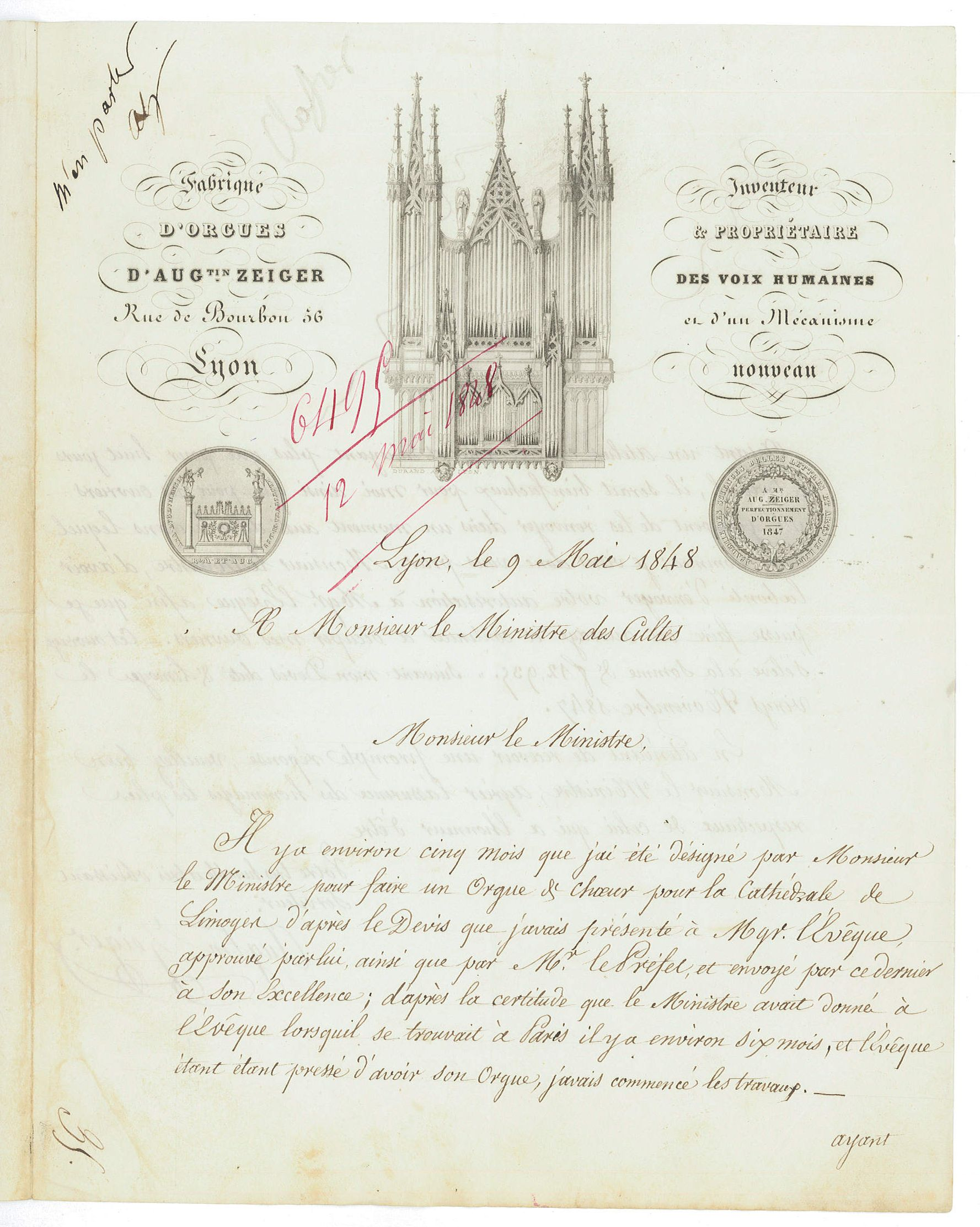
Lettre de Zeiger au ministre des cultes, 1848 (Archives nationales).

## Biographie
Augustin Zeiger est le fils d'un cultivateur, Joseph Zeiger, et de Anne Marie Willig. 
Professeur de piano et organiste, il est nommé Maître d'école organiste à Rouffach. En 1826, il part s'installer à Lyon en 1826 comme facteur d'orgues. 
Il deviendra l'organiste titulaire à l'Hospice de la Charité de 1827 à 1839, ensuite à la paroisse Saint-Polycapre de 1841 à 1868. 
Entre 1835 et 1848, il construit 34 instruments. Son premier orgue, un grand huit-pieds composé de 4 claviers, 1 pédalier et 43 jeux, est celui installé en 1837 à la Collégiale Saint-Martin de Lorgues dans le Var. 
Il épouse Marie Françoise Julie Barthélémie Garnier à Lyon le 5 juillet 1837.

## Réalisations
Il réalise et répare de nombreux orgues d'églises ou d'édifices religieux, notamment dans la région lyonnaise et le Limousin :
- Église Saint-Polycarpe de Lyon ;
- Cathédrale Saint-François-de-Sales de Chambéry[6],[7] ;
- Église Saint-Pierre de Blesle ;
- Église des Augustins de Marseille[2] ;
- Collégiale Saint-Martin de Lorgues ;
- Église Notre-Dame de La Ferté-Milon ;
- Temple protestant de Lourmarin ;
- Orgue Lépine-Cavaillé-Coll de la collégiale Saint Jean de Pézenas.

Il dépose plusieurs brevets d'invention :
- expresseraccord : mécanisme applicable aux orgues, propre à rendre un orgue d'église expressif et de rendre son accord (1837)[8] ;
- mécanisme servant à rendre le toucher du clavier de l'orgue aussi doux qu'on peut le désirer, et plusieurs autres avantages très importants [9] (1845) ;
- mécanisme dit polysonor, applicable aux pianos[10] (1847) ;
- instrument dit le parfait préparateur ou gymnaste du pianiste[11] (1847).